# Der steinerne Gast (Oper)
Der steinerne Gast (russisch Каменный гость, Kamenny gost) ist eine dreiaktige Oper von Alexander Dargomyschski. Das Libretto basiert auf Alexander Puschkins gleichnamiger Tragödie von 1830, die auf der Geschichte des Don Juan basiert. Das Werk blieb unvollendet und wurde von den Komponisten César Cui und Nikolai Rimski-Korsakow fertiggestellt bzw. ergänzt. Die Oper wurde am 16. Februarjul. / 28. Februar 1872greg. im Mariinski-Theater in Sankt Petersburg uraufgeführt.

## Handlung

### Erster Akt
Don Juan war zur Strafe für die Ermordung des Komturs aus Madrid verbannt worden. Nun ist er heimlich zurückgekehrt und betritt zusammen mit Leporello den Ort seines damaligen Verbrechens, den Friedhof des Klosters Sant’Antonio. Leporello rät zur Vorsicht. Ein Mönch erzählt, dass Donna Anna, die schöne Witwe des Komturs, täglich verschleiert sein Grab besucht. Don Juan beschließt, sie zu verführen.
Das zweite Bild spielt in einem Zimmer der Schauspielerin Laura, einer früheren Geliebten Don Juans, die zum Abendessen geladen hat und ihre Gäste mit einer von Don Juan gedichteten Canzonetta unterhält. Don Carlos, ein anderer ihrer Geliebten und der Bruder des Komturs, ist darüber verärgert. Es gelingt Laura zunächst, ihn zu besänftigen. Als jedoch Don Juan eintrifft, wendet sie sich diesem zu. Don Carlos fordert ihn zum Duell und wird getötet. Laura ist zunächst entsetzt, gibt sich aber schließlich Don Juan hin.

### Zweiter Akt
Auf dem Friedhof wartet Don Juan auf Donna Anna. Er hat sich als Mönch verkleidet und erklärt ihr unter dem falschen Namen Diego del Calvado seine Liebe, bis sie bereit ist, ihn für den folgenden Abend in ihr Haus zu laden. Trotz der Warnungen Leporellos befiehlt er diesem übermütig, auch das Standbild des Komturs einzuladen. Als die Statue zustimmend nickt, fliehen die beiden vom Friedhof.

### Dritter Akt
Don Juan betritt die Wohnung Donna Annas – noch immer unter dem Namen Diego. Sie erzählt ihm, dass sie den Komtur nicht aus Liebe, sondern ihrer Armut wegen geheiratet hatte. Daraufhin gibt er sich als der Mörder ihres Mannes zu erkennen. Anna ist entsetzt, aber zugleich fasziniert. Sie erliegt seiner Verführungskunst. In diesem Moment erscheint die Statue des Komturs als Rächer des Mordes und des Ehebruchs. Sie ergreift die Hand Don Juans und versinkt mit ihr in den Tod.

## Geschichte
Der steinerne Gast ist Dargomyschskis letzte Oper. Er begann die Komposition von Puschkins Text bereits 1863. Ab 1868, als er bereits durch eine Herzkrankheit stark geschwächt war und seinen Tod nahen fühlte, stellte er die Oper den Mitgliedern der Komponistengruppe des Mächtigen Häuflein – Mili Balakirew, Alexander Borodin, César Cui, Modest Mussorgski und Nikolai Rimski-Korsakow – als Modell zur Erneuerung der Oper vor und entwickelte sie in Gesprächen mit diesem Kreis weiter.
Nach Dargomyschskis Tod ergänzte César Cui das Vorspiel und den Schluss des ersten Aktes nach seinen Anweisungen. Nikolai Rimski-Korsakow führte die Instrumentierung durch. Die Uraufführung fand am 16. Februarjul. / 28. Februar 1872greg. in Petersburg als Benefiz für den Dirigenten Eduard Nápravník statt und war ein großer Erfolg. Fjodor Komissarschewski sang die Rolle des Don Juan, Ossip Petrow den Leporello, Julija Platonowa die Donna Anna und Iwan Melnikow den Don Carlos.
1898 begann Rimski-Korsakow mit einer Neufassung der Instrumentierung, die er 1902 fertigstellte. Darin überarbeitete zudem die Musik der Duellszene im zweiten Akt und das Arioso des Don Juan im dritten Akt. 1903 ergänzte er ein Vorspiel auf Basis verschiedener Motive der Oper. Diese Fassung wurde am 19. Dezember 1906jul. / 1. Januar 1907greg. unter der Leitung von Václav Suk im Bolschoi-Theater in Moskau uraufgeführt.
Eine der bemerkenswertesten Aufführungen erfolgte 1917 am Mariinski-Theater unter der musikalischen Leitung von Nikolai Malko und der Regie von Wsewolod Meyerhold. Die Rolle des Don Juan sang Ivan Alchevsky. 1928 wurde die Oper bei den Salzburger Festspielen in einer Inszenierung des Opernstudios des Leningrader Konservatoriums gezeigt. 1952 wurde sie beim Festival Maggio Musicale Fiorentino aufgeführt.

## Gestaltung

### Libretto
Alexander Puschkin schrieb seine Tragödie Der steinerne Gast 1830 unter dem Eindruck einer zwei Jahre zuvor in Sankt Petersburg aufgeführten russischen Fassung von Mozarts Don Giovanni. Er übernahm zwar einige Elemente – darunter auch die Gestalt des Leporello – aber schuf dennoch ein eigenständiges Werk. Während die meisten Fassungen des Don-Juan-Themas abgesehen von der Schlussszene den Schwerpunkt auf die Komik legen, ist sein Drama eine romantische Tragödie, die lediglich durch Leporello aufgelockert wird. Donna Anna ist hier nicht die Tochter des Komturs, sondern seine Witwe. Dadurch wird die Abscheulichkeit seiner Ermordung durch Don Juan verstärkt. Dennoch verhält sich Puschkins Don Juan größtenteils passiv. Die Ereignisse geschehen nicht durch seinen Willen. Am Duell mit Don Carlos nimmt er nur gezwungenermaßen teil, und er triumphiert auch nicht über seinen Sieg. Als er Donna Anna seine wahre Identität offenbart, scheint er dies aus echter Liebe zu tun. Abgesehen von der Duellszene enthält das Werk nur wenig dramatische Handlung. Es wurde daher wohl nicht für die Bühne geschrieben, sondern ist als lyrische Betrachtung über die Themen Liebe und Tod gedacht. Die Schönheiten liegen in den Details.

### Musik
Gerade dieser wenig opernhafte Text war die ideale Wahl für Dargomyschskis Reformoper. Er behielt den Text von Puschkins Schauspiel nahezu unverändert bei, verzichtete auf ariose Formen und schuf so die erste durchkomponierte Literaturoper. Um Wahrheit und echte Emotionen abzubilden, sollte die Musik das Wort direkt, d. h. ohne aufgezwungene musikalische Form, ausdrücken. Ob diese Haltung ausschließlich in Dargomyschskis Hinwendung zum Russischen Realismus begründet war, oder ob sie eine Reaktion auf die Ablehnung war, die er als Autodidakt erlebt hatte, lässt sich nicht sicher sagen. Letzteres spielte aber sicher eine Rolle.
Es handelt sich um eine – in seiner Zeit – musikalisch experimentelle Arbeit. Das Werk ist gekennzeichnet durch kühne Harmonien und Modulationen, insbesondere in der Duellszene (deren Schärfe jedoch von Rimski-Korsakow abgemildert wurde) und in der Musik der Statue am Ende. Nach einem symphonischen Vorspiel sind die Vokalstimmen im Sinne eines musikalischen Realismus der rhythmischen und melodischen Sprachführung und der Textverständlichkeit untergeordnet. Die Technik des „melodischen Rezitativs“ (wie César Cui diesen Stil nannte), die Dargomyschski bereits in seiner Oper Russalka eingeführt hatte, ist hier perfektioniert. Nur selten entwickeln sich lyrische Kantilenen. Im zweiten Teil des ersten Akts fällt ein an Mozart erinnerndes Menuett auf. Im zweiten Akt herrscht eine düstere geisterhafte Stimmung vor. Es kommt zu dramatischen Spannungen, die auch vom Orchester abgebildet werden. Der dritte Akt erinnert mit seinen ruhigen Dreiklängen zunächst stilistisch an den ersten. Zum dramatischen Höhepunkt kommt es schließlich bei der Erscheinung des steinernen Gastes. Die Musik wird symphonischer und endet mit harten und strengen Klängen. Hier verwendet Dargomyschski für die damalige Zeit ungewohnte Ganztonharmonien.

## Aufnahmen
- 1946 (Studio-Aufnahme): Alexander Orlow (Dirigent), USSR State Radio Symphony Orchestra, USSR State Radio Chorus, Dimitri Tarkhow (Don Giovanni), Alexei Korolev (Don Karlos), Natalia Roschdestvenskaja (Donna Anna), N. Alexandrinskaja (Laura), G. Abramow (Leporello). Melodia M10 47021, 2 LP[8]
- 1954 (Live, Florenz): Emidio Tieri (Dirigent), Orchestra del Maggio Musicale Fiorentino, Coro del Maggio Musicale Fiorentino, Fausto Flamini (Don Giovanni), Gino Orlandini (Don Karlos), Kyra Vayne (Donna Anna), Marianne Radev (Laura), Jorge Algorta (Leporello). Cetra DOC 80, 2 LP[8]
- 1963? (Studio): Boris Chaikin (Dirigent), Moskow Radio Symphony Orchestra, Alexei Maslennikow (Don Giovanni), Vladimir Zacharov (Don Karlos), Galina Wischnewskaja (Donna Anna), Irina Archipowa (Laura), Georgij Pankov (Leporello), Alexei Korolev (Mönch), Gennady Troitzkij (Statue). Ultraphone Mono, 2 LP; Melodia 0299, 2 LP[8]
- Juni 1977 (Studio, Filmsoundtrack): Mark Ermler (Dirigent), Orchestra of the Bolshoi Theatre Moscow, Vladimir Atlantov (Don Giovanni), Vladimir Valaitis (Don Karlos), Tamara Milaschkina (Donna Anna), Vitalij Vlassov (Gast), Vitalij Nartov (Gast), Vladimir Filippow (Komtur), Tamara Sinjavskaya (Laura), Alexander Vedernikov (Leporello), Lew Wernigora (Mönch). Le Chant du Monde 2781039.40, CD; Melodia Eurodisc 25 808 XFR, 2 LP; Premiere Opera DVD 5929, DVD[8]
- 16.–23. Januar 1995 (Studio): Andrei Tschistjakow (Dirigent), Orchestra of the Bolshoi Theatre Moscow, Nicolai Vassiliev (Don Giovanni), Nicolai Rechetniak (Don Karlos), Marina Lapina (Donna Anna), Alexander Archipov (Gast), Piotr Gluboky (Gast), Mikhail Agafonov (Gast), Wladislav Pachinski (Gast), Nicolai Nizienko (Komtur), Tatiana Erastowa (Laura), Viacheslav Potschapski (Leporello), Boris Bejko (Mönch). HMF RUS 288113, CD[8]